# Josep Ribera i Frontera
Josep Ribera i Frontera (Anglès, 6 de gener de 1936) és un exfutbolista català de les dècades de 1950 i 1960.

## Trajectòria
Es formà al Girona FC i després passà al primer equip a segona divisió. L'any 1958 fitxà pel RCD Espanyol, on jugà quatre temporades a primera, en les quals disputà 34 partits i marcà 11 gols. A continuació jugà al Gimnàstic de Tarragona, i, després d'un breu pas pel Terrassa FC, retornà al Girona novament.
Per les noces d'or de l'Associació Lisboeta de futbol disputà un partit contra Lisboa amb la selecció catalana 14 de setembre del 1960 a Lisboa. El partit va acabar empatat a 3 amb gols.
El seu germà Jaume Ribera i Frontera també fou un destacat futbolista. És pare de Nan Ribera, que jugà al RCD Espanyol.